# Осада Владимира-Волынского (1123)
Осада Владимира-Волынского (1123) — неудачные действия Ярослава Святополчича и его союзников по возврату столицы Волынского княжества, в результате которых Ярослав был убит.

## История
В 1117 году Владимир Мономах вызвал из Новгорода своего старшего сына Мстислава и дал ему Белгород. Эти действия вызвали разрыв Ярослава Святополчича волынского с дядей и тестем, поскольку, возможно, он истолковал этот шаг как знак того, что Киев по смерти Мономаха будет передан Мстиславу в нарушение его наследственных прав.
Ярослав был изгнан, его место занял Роман Владимирович, а после смерти последнего в 1119 году — Андрей Владимирович.
В 1123 году Ярослав сформировал мощный союз и осадил Владимир. Владимир Мономах и Мстислав Владимирович не успевали помочь городу. Смерть Ярослава в ходе осады привела к отступлению союзников.
Впоследствии, предположительно, Брячислав и Изяслав Святополчичи продолжали княжить только в Турове, а в 1127 году династия лишилась Турова, вернув его только в 1157 году.